# Жан-Огист-Доминик Енгр
Жан-Огист-Доминик Енгр (фр. Jean-Auguste-Dominique Ingres; Монтобан, 29. август 1780 — Париз, 14. јануар 1867) био је француски сликар неокласицизма. Иако је тежио да постане сликар историјских догађаја у традицији Николе Пусена и Жака Луја Давида, његови портрети су признати као његова највећа заоставштина историји уметности. Нарочито се истичу они у техникама цртежа, због виталности и скоро фотографске прецизности линије.
Рођен у скромној породици у Монтобану, он jе отпутовао у Париз да студира у Давидове студије. Године 1802, он је дебитовао на изложби Салон и освојио Римску премију за своју слику Амбасадори Агамемнона у шатору Ахила. У време када је 1806. одлазио на боравк у Риму, његов стил открива његово блиско проучавање италијанских и фламанских ренесансних мајстора. Он је тад већ био потпуно развијен и мало се променио до краја живота. Док је радио у Риму, а потом и Фиренци од 1806. до 1824. године, редовно је слао слике на Париски Салон, где им критичари нису давали високе оцене, јер су сматрали да је његов стил био бизаран и архаичан. Током овог периода добио је мали број ангажмана за слике из историје које је тежио да слика, али био је у стању да издржава себе и своју супругу као портретни сликар и цртач.
Он је био коначно признат на Салону 1824. године, када се његова рафаелска слика Завета Луја XIII добила високе оцене. Енгр је признат као вођа неокласичне школе у Француској. Иако су му приходи од комисија за историјске слике омогућили да слика мање портрета, његов Портрет господина Бертина обележио је његов следећи јавни успех 1833. године. Наредне године, његово огорчење због оштрих критика његове амбициозне композиције Мучеништва светог Симфоријана, приморало га је да се врати у Италију, где је преузео директорску позицију Француске академије у Риму 1835. Он се трајно вратио се у Париз 1841. године. У каснијим годинама сликао је нове верзије многих својих ранијих композиција, серију дизајна за витраже, неколико важних портрета жена, и Турско купатило, која је последња од неколико његових оријенталистичких слика нагих жена, коју је завршио у својој 83. години живота.

## Биографија
Већ у младости је дошао у додир са уметношћу. Његов отац је био свестрани уметник (скулптор, штукатер, сликар минијатуриста), и учио ге је сликарству и свирању на виолини. 1791. године је свога сина послао на академију у Тулуз.
У августу 1796. године путовао је у Париз и ту је нашао место у атељеу Жак Луј Давида и био је у класи Школе лепих уметности у Паризу. Године 1801. је добио награду "Prix de Rome" која је студентима била препорука за добијање стипендије за студије на академијама. Добио је четворогодишњу стипендију и боравак на Француској академији у вили Медичи у Риму коју је отишао 1806. године.
У Риму је студирао и копирао старе мајсторе и зарађивао портретирањем гувернера и других личности. Године 1813, оженио се својом пријатељицом Мадленом Хапеле са којом је дуго имао успешан и примеран брак.
После 1824. године Енгр је доживео успех и основао је атеље у Паризу где су се школовали многи који су код њега долазили да уче а добијао је и све већи број сликарских задатака, а постао је и професор на Школи лепих уметности у Паризу. Када је после отишао у Рим постао је тамо професор и директор Париске школе. Године 1841, поново се враћа у Париз.
Године 1849, умрла је његова жена и он је ожалошћен кренуо на путовања. Као седамдесетогодишњи је поново виталан и жени се по други пут. За париску Светску изложбу 1855. године ће бити велики простор посвећен за ретроспективу његових дела и дела Ежен Делакроа који је са њим био значајан представник непомирљивих праваца у уметности класицизма и романтизма чија су се дела током времена све више удаљавала од себе и постајала све различитија како у схватањима уметности тако и по самом изгледу. Као осамдесетогодишњак још увек је виталан и активан и постаје ректор у Школи лепих уметности у Паризу. Умро је у Паризу 1867. године и иза себе је оставио више од 4.000 цртежа.

## Дело и карактеристике
Енгреова дела нису била дуго времена цењена и поштована. У почетку је сликао у псеудо- класицистичком стилу Жак Луја Давида а касније сасвим према делу Рафаел Сантија. Последњих се година враћа античким узорима и црпи из етрурског сликарства, слика водених боја које он са великом умешношћу и прецизношћу изводи.
Цртежу и модулацији Енгр посвећује већу пажњу него боји. Тако се јавља велики раскорак између његових дела и дела Ежен Делакроа који користи већ скоро импресионистичку палету. Енгр је гајио један строги стил класицизма у коме се ослањао на античке узоре и карактерише се прецизним линијама и обрисима.

## Нека од његових најпознатијих дела
- Портрет госпођице Ривијер (Лувр - 1805. године)
- Портрет госпође Емон (Лепа Зелија) (Музеј у Руану - 1806. године)
- Велика одалиска (Лувр - 1814. године)
- Портрет госпође де Сенон (Музеј у Нанту - 1816. године)
- Турско купатило (Лувр - 1859 — 1863. године)
- Портрет госпође Леблан (Музеј умјетности Метрополитен у Њујорку - 1823. године

## Галерија
- Едип и Сфинга
- Извор, 1856.
- Маркоте д' Аржентеј, 1810.
- Госпођица Жан- Сузан- Катрин Гонин, 1821.
- Госпођа Марије Маркоте, 1826.
- Louise de Broglie, Контеса д'Осонвил, 1845.
- Принцеза Алберт де Брољ, 1853.
- Портрет госпође Инес Моатесје, 1856.